# 伊斯福斯尼帕峰
73°9′S 1°30′W / 73.150°S 1.500°W
伊斯福斯尼帕峰是南極洲的山峰，位於東部南極洲的毛德皇后地，處於奧斯特沃倫嶺東南面3公里，該山峰由德國的探險隊發現。